# 8149 Ruff
8149 Ruff è un asteroide della fascia principale. Scoperto nel 1985, presenta un'orbita caratterizzata da un semiasse maggiore pari a 2,3226465 UA e da un'eccentricità di 0,1421681, inclinata di 6,58239° rispetto all'eclittica.